# الکساندر وولچکوف
الکساندر وولچکوف (انگلیسی: Oleksandr Volchkov؛ زادهٔ ۱۸ ژوئیهٔ ۱۹۸۵) بازیکن فوتبال اهل اوکراین است.
از باشگاه‌هایی که در آن بازی کرده‌است می‌توان به باشگاه فوتبال لوادیا تالین، باشگاه فوتبال زاریا بالتی، باشگاه فوتبال آرارات ایروان، و باشگاه فوتبال آلاشکرت اشاره کرد.